# St. Theresia (Mannheim)

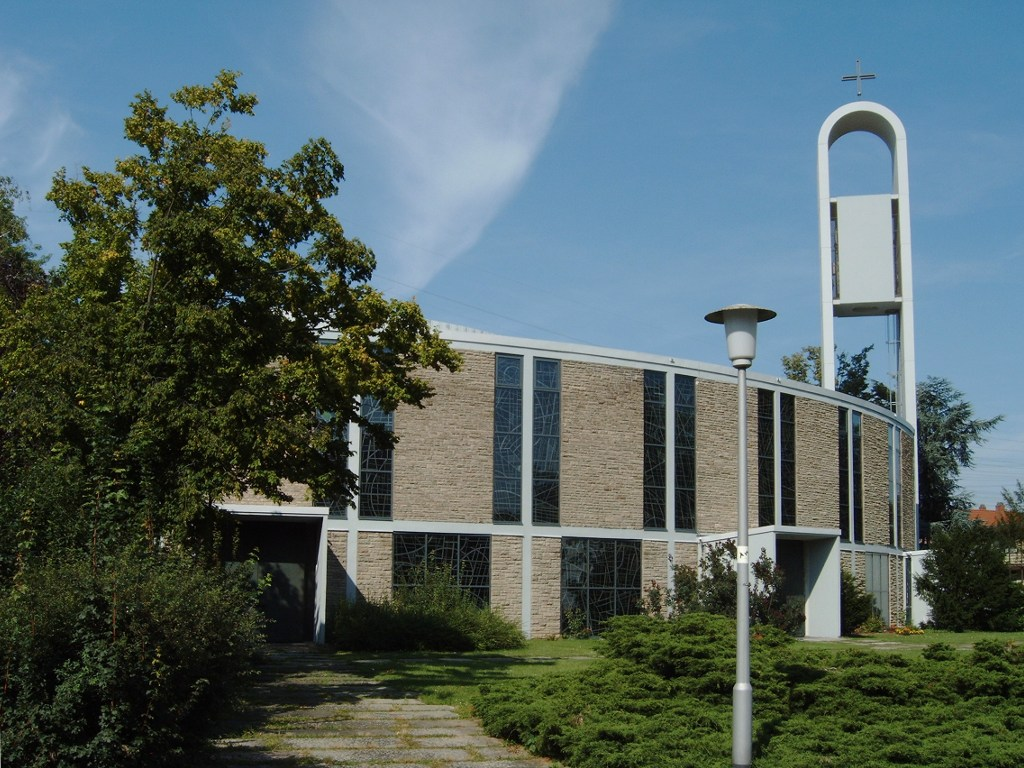
St.-Theresia-Kirche auf dem Pfingstberg

Die St.-Theresia-Kirche ist eine römisch-katholische Kirche im Mannheimer Ortsteil Pfingstberg. Sie wurde zwischen 1959 und 1961 nach den Plänen von Heinz Heß erbaut.

## Geschichte

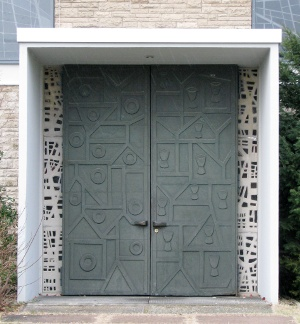
Mittleres Portal

Die Siedlung Pfingstberg entstand erst ab 1921 in der Nähe des Rangierbahnhofs zwischen Seckenheim und Rheinau. Kirchlich gehörten die katholischen Einwohner zunächst zur Rheinauer St.-Antonius-Gemeinde. 1930 wurde ein Schwesternhaus mit einer Kapelle eingeweiht. Die Bänke kamen aus der Mannheimer Kirche St. Bonifatius. Bereits im Jahr darauf wurde eine Kuratie mit der Patronin Theresia von Lisieux eingerichtet. Nur sechs Jahre nach ihrer Heiligsprechung war dies ein Novum im Erzbistum Freiburg.
1959 erfolgte die Erhebung zur Pfarrei, die außer Pfingstberg auch den Stadtteil Hochstätt umfasste, und noch im selben Jahr wurde mit dem Bau einer neuen Kirche begonnen. Am 29. Januar 1961 wurde sie von Weihbischof Karl Gnädinger konsekriert. 2001 schlossen sich die Gemeinden im Mannheimer Süden St. Theresia, Heilig-Kreuz (Hochstätt), St. Antonius (Rheinau), St. Johannes (Rheinau-Süd) und St. Konrad (Casterfeld) zur Seelsorgeeinheit Mannheim-Süd zusammen.

## Beschreibung
Die St.-Theresia-Kirche befindet sich zentral im Ortsteil am Pfingstbergplatz. Sie hat einen elegant geschwungenen, kreissegmentförmigen Grundriss. Bei ihrer Fertigstellung war sie die erste katholische Kirche in Nordbaden, die nicht längs, sondern in die Breite ausgerichtet war. Dadurch und durch die mit einer leichten Steigung angeordneten Bänke erinnert sie an ein antikes Amphitheater. Das Äußere der Kirche ist geprägt vom alternierenden Wechsel des Bossenmauerwerks und den Fenstern, die der Mannheimer Künstler Karl Rödel gestaltete. Die drei Portale führen radial zum Altar. Den schmiedeeisernen Fries schuf der Heidelberger Harry McLean.
Der offene Glockenturm aus Beton ist 28 Meter hoch. Das Geläut besteht aus vier Bronze-Glocken, die im Jahr 1960 von Friedrich Wilhelm Schilling aus Heidelberg gegossen wurden.
| Glocke | Durchmesser | Gewicht  | Schlagton |
| ------ | ----------- | -------- | --------- |
| 1      | 1230 mm0    | 1235 kg0 | e′+1      |
| 2      | 1085 mm0    | 860 kg   | fis′-1    |
| 3      | 970 mm      | 615 kg   | a′+1      |
| 4      | 855 mm      | 455 kg   | cis″-1    |

## Nachweise
1. ↑  Glockeninspektion Erzbistum Freiburg: Kath. Pfarrkirche St. Theresia vom Kinde Jesus in Mannheim-Pfingstberg

Koordinaten: 49° 26′ 47,3″ N, 8° 31′ 56,5″ O